# Markt Herrnsheim
Markt Herrnsheim ist ein Gemeindeteil des Marktes Willanzheim im unterfränkischen Landkreis Kitzingen. Die Gemarkung Markt Herrnsheim hat eine Fläche von 4,832 km². Sie ist in 624 Flurstücke aufgeteilt, die eine durchschnittliche Fläche von 7743,07 m² haben.

## Geografische Lage
Der Ort liegt auf freier Flur im Ochsenfurter Gau am Herrnsheimer Bach, einem rechten Zufluss des Neuwiesenbachs. Die Staatsstraße 2419 führt nach Willanzheim (2,4 km nördlich) bzw. nach Hüttenheim (1,6 km südöstlich). Die Kreisstraße KT 5 führt nach Tiefenstockheim (2,7 km westlich).

## Geschichte
Herrnsheim wurde wahrscheinlich im Zuge der Fränkischen Landnahme im 6. nachchristlichen Jahrhundert besiedelt. In den schriftliche Quellen wurde der Ort allerdings erst im 12. Jahrhundert erstmals erwähnt. Das Bestimmungswort des Ortsnamens ist der Personenname Herno. Im Jahr 1155 übergab Eispertus de Sovvensheim (Seinsheim) seine Höfe in „Hernesheim“ und Seinsheim an das Bamberger Benediktinerkloster auf dem Michelsberg. Um 1300 soll der Ort als Reichsdorf und Teil der Reichsgüter „unter den Bergen“ nur dem Kaiser unterstellt gewesen sein. Heute geht man davon aus, dass das Reichsoberhaupt dort lediglich die Vogtei über Güter der Würzburger Bischöfe innehatte.
Lange Zeit hatte Herrnsheim zusammen mit sieben anderen Dörfern Anteil am sogenannten Kunigundenwald, der als Markgenossenschaft verwaltet wurde. Erst 1458 löste man diese Form der Verwaltung auf.
In Geldnot verpfändete König Albrecht I. von Habsburg Herrnsheim im Jahr 1302 an Albert von Hohenlohe. Eine weitere Förderung erhielt das Dorf durch Erkinger I. von Seinsheim, Freiherr von Schwarzenberg. Er erwarb 1435 den Ort. Die alleinige Dorfherrschaft erhielten die späteren Fürsten zu Schwarzenberg allerdings erst 1485, als Graf Friedrich IV. zu Castell auf sein Wiederverkaufsrecht verzichtete.
Die Schwarzenberger förderten ihre Neuerwerbung. So erhielt Herrnsheim 1583 das Marktrecht mit einem Markt am Sonntag nach Jakobi. Gleichzeitig stattete man das Dorf mit einem eigenen Siegel aus. Zu diesem Zeitpunkt hatte das Dorf bereits die evangelisch-lutherische Lehre angenommen. Während des Dreißigjährigen Krieges kam es zu oftmaligen Wechseln der Konfession. Erst 1664 konnte man sich im Kitzinger Rezess auf eine gemeinsame Nutzung der Ortskirche durch Katholiken und Lutheraner einigen.
Gegen Ende des 18. Jahrhunderts bestand Markt Herrnsheim aus 19 Hofreiten. Hoch- und Niedergericht hatte das Schwarzenbergische Amt Wässerndorf inne. Grundherren waren das Amt Wässerndorf (7 Hofreiten), das schwarzenbergische Amt Seehaus (7 Hofreiten) und die Herrschaft Schwarzenberg direkt (5 Horeiten).
Im Jahr 1806 kam Herrnsheim an das Königreich Bayern. Mit dem Gemeindeedikt (frühes 19. Jahrhundert) wurde Herrnsheim dem Steuerdistrikt Hüttenheim zugewiesen. Wenig später entstand die Ruralgemeinde Herrnsheim, zu der die Herrnsheimer Mühle gehörte. Sie war in Verwaltung und Gerichtsbarkeit dem Herrschaftsgericht Hohenlandsberg zugeordnet und in der Finanzverwaltung dem Rentamt Scheinfeld, nach dessen Auflösung im Jahr 1818 dem Rentamt Iphofen. Mit der Auflösung des Herrschaftsgerichtes im Jahr 1850 kam Herrnsheim an das Landgericht Markt Bibart. Am 25. August 1857 wurde die Gemeinde an das Landgericht Marktbreit und an das Rentamt Ochsenfurt überwiesen (1919 in Finanzamt Ochsenfurt umbenannt). Ab 1862 war das Bezirksamt Kitzingen (1939 in Landkreis Kitzingen umbenannt) für die Verwaltung der Gemeinde zuständig. Die Gerichtsbarkeit blieb beim Landgericht Marktbreit (1879 in Amtsgericht Marktbreit umbenannt), ab 1932 war das Amtsgericht Kitzingen zuständig. Die Finanzverwaltung wurde im gleichen Jahr vom Finanzamt Kitzingen übernommen. 1964 hatte die Gemeinde eine Gebietsfläche von 4,836 km². Am 1. Mai 1978 wurde Markt Herrnsheim im Zuge der Gebietsreform in Bayern nach Willanzheim eingegliedert.
Noch 2004 bestand in Herrnsheim ein sogenannter Eichbrunnen. Er entstand bereits im Jahr 1524 und erfuhr in späteren Jahrhunderten häufige Veränderungen. Der Brunnen war der Ort, wo die Gefäße der Wirte auf ihre Größe überprüft wurden. Der Brunnen wurde 1674, 1774, 1802 und 1889 erneuert, später sogar versetzt. Auch brachte man hier Hochwassermarken an.

### Wappen
| Wappen von Markt Herrnsheim | Blasonierung: „Gespalten von Rot und Silber; vorne auf grünem Dreiberg ein silberner Zinnenturm; hinten der stehende, golden nimbierte Hl. Johannes der Täufer im schwarzen Fellrock, in der rechten die goldene Taufmuschel, in der linken ein goldenes Buch; rechts hinter ihm ein aufrechtes schwarzes Kreuz mit rotem Wimpel.“ |
| Wappen von Markt Herrnsheim | Wappenbegründung: Das Wappen geht auf ein Siegel aus dem Jahr 1583 zurück. Die Farben Rot und Silber verweisen auf das Herzogtum Franken, in dem der Ort jahrhundertelang lag. Der Turm verweist eventuell auf die Kirchenburg in Markt Herrnsheim. Mit Johannes dem Täufer ist der Kirchenpatron des Ortes dargestellt.           |

### Baudenkmäler

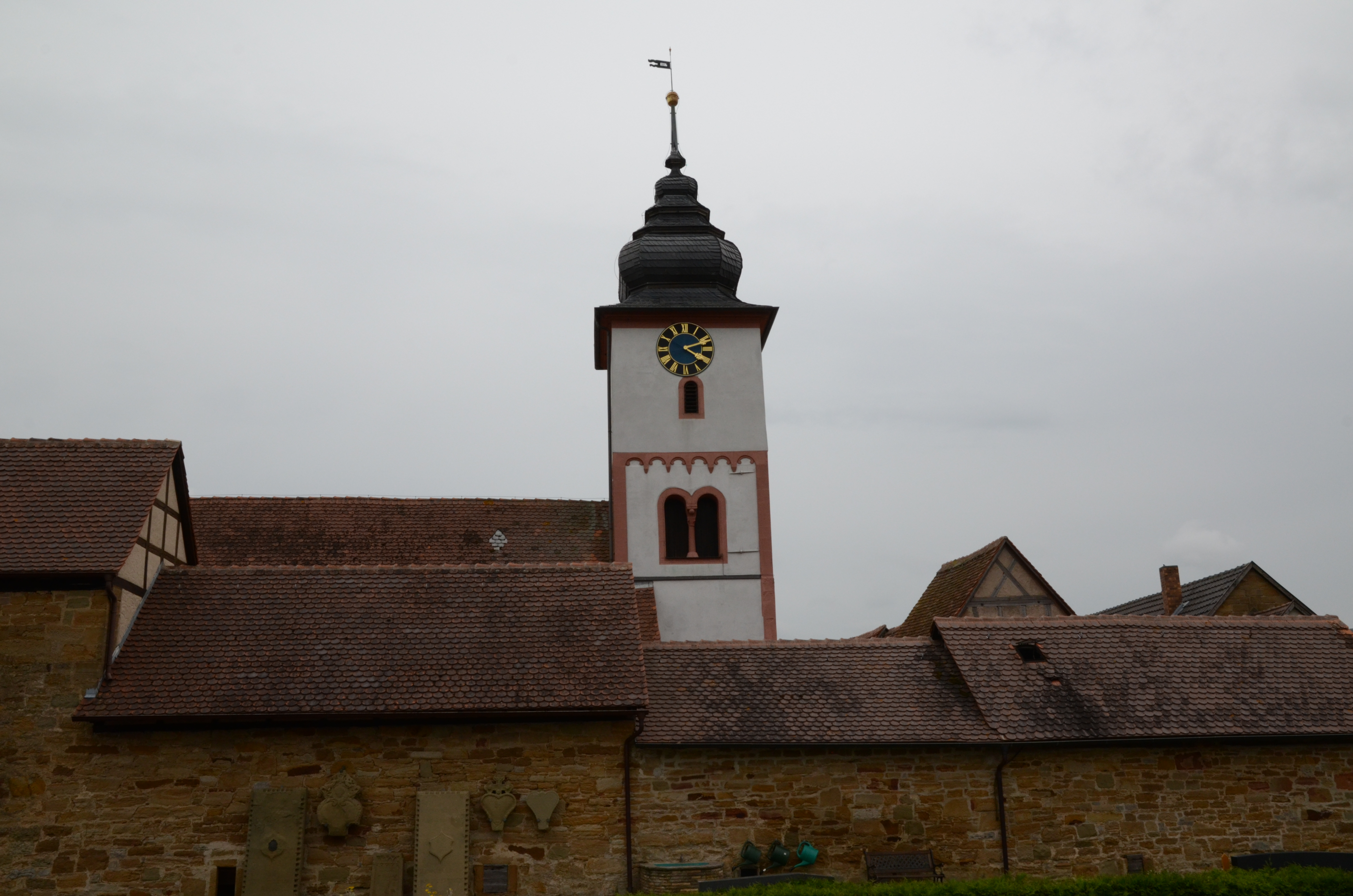
Die Kirche St. Martin in Herrnsheim

In Markt Herrnsheim gibt es sechs Baudenkmäler:
- Größtes Gebäude des Ortes ist die Simultankirche St. Martin. Sie liegt inmitten einer gut erhaltenen Kirchenburg aus dem 13. Jahrhundert. Die Kirche selbst weist einen romanischen Turm auf, er wurde 1761 mit einer welschen Haube versehen. Um das Jahr 1400 kam das frühgotische Sakramentshäuschen in den Chor des Gotteshauses, der Taufstein hat die Form eines Kelches und entstammt dem Jahr 1607. Eine Glocke aus dem 13. Jahrhundert gilt als die älteste der Region.
- Daneben sind das Pfarrhaus, das Rathaus, die Herrnsheimer Mühle und ein Wappenrelief an einem Gebäude denkmalgeschützt.

### Bodendenkmäler
In der Gemarkung Markt Herrnsheim gibt es fünf Bodendenkmäler.

### Einwohnerentwicklung
| Jahr      | 1818   | 1840   | 1852   | 1855   | 1861   | 1867   | 1871   | 1875   | 1880   | 1885   | 1890   | 1895   | 1900   | 1905   | 1910   | 1919   | 1925   | 1933   | 1939   | 1946   | 1950   | 1952   | 1961   | 1970   | 1987   | 2013  |
| Einwohner | 324    | 364    | 387    | 395    | 375    | 373    | 377    | 380    | 393    | 375    | 364    | 351    | 320    | 315    | 309    | 309    | 322    | 286    | 275    | 451    | 386    | 330    | 292    | 286    | 246    | 231   |
| Häuser    | 79     | 75     |        |        |        |        | 84     |        |        | 78     | 80     |        | 79     |        |        |        | 72     |        |        |        | 63     |        | 64     |        | 66     |       |
| Quelle    | [ 10 ] | [ 21 ] | [ 22 ] | [ 22 ] | [ 23 ] | [ 24 ] | [ 25 ] | [ 26 ] | [ 27 ] | [ 28 ] | [ 29 ] | [ 22 ] | [ 30 ] | [ 22 ] | [ 31 ] | [ 22 ] | [ 32 ] | [ 22 ] | [ 22 ] | [ 22 ] | [ 33 ] | [ 22 ] | [ 14 ] | [ 34 ] | [ 35 ] | [ 2 ] |

## Religion
Markt Herrnsheim ist evangelisch-lutherisch geprägt und Sitz der Pfarrei St. Martin.

## Persönlichkeiten
- Gerhard Hildmann (1907–1992), Theologe und Politiker
- Ludwig Kelber (1824–1906), Pfarrer und Schriftsteller